# Davor Popović
Davorin Popovic (Sarajevo, 1946 - aldaar, 18 juni 2001) was een Bosnische zanger.
In 1961 zong hij in de band Pauci maar hij werd 3 jaar later pas echt bekend in de groep Indexi. In 1967 en 1969 nam hij deel aan Jugovizija om zo Joegoslavië te kunnen vertegenwoordigen op het Eurovisiesongfestival, maar hij slaagde daar niet in.
In 1995 stond hij uiteindelijk toch op het songfestival. Joegoslavië was intussen uit elkaar gevallen en hij trad aan voor zijn nieuwe vaderland Bosnië en Herzegovina met het nummer Dvadeset prvi vijek. Popovic werd 19de met 14 punten.
1993: Fazla · 
1994: Alma & Dejan · 
1995: Davor Popović · 
1996: Amila Glamočak · 
1997: Alma Čardžić · 
1999: Dino & Béatrice · 
2001: Nino Pršeš · 
2002: Maja Tatić · 
2003: Mija Martina · 
2004: Deen · 
2005: Feminnem · 
2006: Hari Mata Hari · 
2007: Marija Šestić · 
2008: Laka · 
2009: Regina · 
2010: Vukašin Brajić · 
2011: Dino Merlin · 
2012: Maya Sar · 
2016: Dalal & Deen feat. Ana Rucner & Jala